# Calcio ai XVII Giochi del Mediterraneo
Il torneo di Calcio ai XVII Giochi del Mediterraneo si è svolto dal 19 giugno al 27 giugno 2013 nei seguenti impianti:
| Stadio                   | Città  | Capacità |
| ------------------------ | ------ | -------- |
| Tevfik Sırrı Gür Stadium | Mersin | 16.366   |
| Tarsus Şehir Stadı       | Tarso  | 4.600    |

Si è svolto solo il torneo maschile. A questa edizione parteciparono le selezioni nazionali Under-19.

## Risultati

### Fase a gironi

#### Gruppo A
| Squadra              | Pt | G | V | N | P | GF | GS | DR |
| -------------------- | -- | - | - | - | - | -- | -- | -- |
| Marocco              | 9  | 3 | 3 | 0 | 0 | 7  | 2  | +5 |
| Turchia              | 6  | 3 | 2 | 0 | 1 | 8  | 4  | +4 |
| Albania              | 1  | 3 | 0 | 1 | 2 | 3  | 6  | -3 |
| Bosnia ed Erzegovina | 1  | 3 | 0 | 1 | 2 | 4  | 10 | -6 |

| Arbitro: | Alain Bieri |

|                                        |           |  |
| Ennaffati 14’ El Karti 17’ Khaloua 73’ | Marcatori |  |

| Arbitro: | Andrea De Marco |

|                       |           |  |
| Aydın 10’ Sazdağı 86’ | Marcatori |  |

| Arbitro: | Baris Simsek |

|                           |           |                |
| Turtulli 61’ Rrahmani 73’ | Marcatori | 43’, 47’ Bajic |

| Arbitro: | Nikola Popov |

|            |           |                                    |
| Yazici 57’ | Marcatori | 11’ El Karti 73’ (rig.) El-Neoualy |

| Arbitro: | Andrea De Marco |

|                       |           |                                                      |
| Bajic 18’, 30’ (rig.) | Marcatori | 14’ Sazdağı 39’ Unsal 43’ Aydın 82’ Coskun 86’ Cicek |

| Arbitro: | Alain Bieri |

|                                    |           |           |
| Khaloua 33’ (rig.) El Hassouni 58’ | Marcatori | 47’ Gjino |

#### Gruppo B
| Squadra   | Pt | G | V | N | P | GF | GS | DR |
| --------- | -- | - | - | - | - | -- | -- | -- |
| Tunisia   | 7  | 3 | 2 | 1 | 0 | 6  | 3  | +3 |
| Libia     | 4  | 3 | 1 | 1 | 1 | 5  | 5  | 0  |
| Italia    | 4  | 3 | 1 | 1 | 1 | 8  | 5  | +3 |
| Macedonia | 1  | 3 | 0 | 1 | 2 | 3  | 9  | -6 |

| Arbitro: | Mete Kalkavan |

|                         |           |                            |
| Imeri 52’ Markovski 66’ | Marcatori | 70’ Elmangoush 80’ Elhouni |

| Arbitro: | Anatoly Zhabchenko |

|                       |           |                        |
| Gomez 51’ Cataldi 63’ | Marcatori | 48’, 87’ (rig.) Mhirsi |

| Arbitro: | Khalid Ennouni |

|                                                  |           |               |
| Canotto 48’ Iotti 77’ Gomez 79’, 82’ Aveni 90+5’ | Marcatori | 20’ Markovski |

| Arbitro: | Stanislav Todorov |

|                        |           |                |
| Rjaibi 2’ Kablouti 76’ | Marcatori | 33’ Elmangoush |

| Arbitro: | István Kovács |

|                        |           |             |
| Taktak 19’ Alshadi 71’ | Marcatori | 90+2’ Palma |

| Arbitro: | Mete Kalkavan |

|  |           |                        |
|  | Marcatori | 40’ Mhirsi 75’ Kamarji |

## 5/8 posto

### Tabellone
|  | Semifinali 5º/8º posto | Semifinali 5º/8º posto | Semifinali 5º/8º posto |                      |           | Finale 5º/6º posto | Finale 5º/6º posto | Finale 5º/6º posto |  |
|  |                        |                        |                        |                      |           |                    |                    |                    |  |
|  | Albania                | Albania                | 1                      |                      |           |                    |                    |                    |  |
|  | Albania                | Albania                | 1                      |                      |           |                    |                    |                    |  |
|  | Macedonia (dts)        | Macedonia (dts)        | 2                      |                      |           |                    |                    |                    |  |
|  | Macedonia (dts)        | Macedonia (dts)        | 2                      |                      | Macedonia | Macedonia          | 2                  |                    |  |
|  |                        |                        |                        |                      | Macedonia | Macedonia          | 2                  |                    |  |
|  |                        |                        | Bosnia ed Erzegovina   | Bosnia ed Erzegovina | 4         |                    |                    |                    |  |
|  | Italia                 | Italia                 | Bosnia ed Erzegovina   | Bosnia ed Erzegovina | 4         | 0                  |                    |                    |  |
|  | Italia                 | Italia                 |                        |                      |           | 0                  |                    |                    |  |
|  | Bosnia ed Erzegovina   | Bosnia ed Erzegovina   | 3                      |                      |           | Finale 7º/8º posto | Finale 7º/8º posto | Finale 7º/8º posto |  |
|  | Bosnia ed Erzegovina   | Bosnia ed Erzegovina   | 3                      |                      |           |                    |                    |                    |  |
|  |                        |                        |                        |                      |           |                    |                    |                    |  |
|  |                        |                        |                        |                      |           | Albania            | Albania            | 1                  |  |
|  |                        |                        |                        |                      |           | Albania            | Albania            | 1                  |  |
|  |                        |                        |                        |                      |           | Italia             | Italia             | 3                  |  |

### Semifinali
| Arbitro: | Barış Şimşek |

|  |           |                             |
|  | Marcatori | 61’ Bajic 75’, 90+4’ Hodžić |

| Arbitro: | Nikola Popov |

|                     |           |                         |
| Kastrati 85’ (rig.) | Marcatori | 50’ Kostovski 96’ Imeri |

### Finale 7/8º posto
| Arbitro: | Khalid Ennouni |

|            |           |                                          |
| Hyseni 82’ | Marcatori | 20’ Canotto 47’ Bollino 54’ (rig.) Gomez |

### Finale 5/6º posto
| Arbitro: | István Kovács |

|                                |           |                                              |
| Imeri 50’ (rig.) Markovski 52’ | Marcatori | 12’ Jpikic 54’ Marić 88’ Markovic 89’ Hodžić |

## Fase a eliminazione diretta

### Tabellone
|  | Semifinali | Semifinali | Semifinali |         |         | Finale      | Finale      | Finale      |  |
|  |            |            |            |         |         |             |             |             |  |
|  | Tunisia    | Tunisia    | 0          |         |         |             |             |             |  |
|  | Tunisia    | Tunisia    | 0          |         |         |             |             |             |  |
|  | Turchia    | Turchia    | 2          |         |         |             |             |             |  |
|  | Turchia    | Turchia    | 2          |         | Turchia | Turchia     | 2 (2)       |             |  |
|  |            |            |            |         | Turchia | Turchia     | 2 (2)       |             |  |
|  |            |            | Marocco    | Marocco | 2 (3)   |             |             |             |  |
|  | Marocco    | Marocco    | Marocco    | Marocco | 2 (3)   | 3           |             |             |  |
|  | Marocco    | Marocco    |            |         |         | 3           |             |             |  |
|  | Libia      | Libia      | 1          |         |         | Terzo posto | Terzo posto | Terzo posto |  |
|  | Libia      | Libia      | 1          |         |         |             |             |             |  |
|  |            |            |            |         |         |             |             |             |  |
|  |            |            |            |         |         | Tunisia     | Tunisia     | 4           |  |
|  |            |            |            |         |         | Tunisia     | Tunisia     | 4           |  |
|  |            |            |            |         |         | Libia       | Libia       | 0           |  |

### Semifinali
| Arbitro: | Anatoly Zhabchenko |

|  |           |                        |
|  | Marcatori | 50’ Bardakci 77’ Niyaz |

| Arbitro: | Stanislav Todorov |

|                                |           |             |
| Khaloua 10’, 73’ Ennaffati 80’ | Marcatori | 35’ Elhouni |

### Finale 3/4º posto
| Arbitro: | Mete Kalkavan |

|                                    |           |  |
| Rjaibi 2’, 36’, 78’, Khalfaoui 90’ | Marcatori |  |

## Finale
| Arbitro: | Andrea De Marco |

|                                    |                      |                                               |
| Bardakci 15’ Coskun 28’            | Marcatori            | 2’ Khaloua 71’ Ennaffati                      |
| Yazici Aydin Bardakci Coskun Niyaz | Tiri di rigore 2 – 3 | Khaloua Moufaddal Moussadak Ennaffati Hajhouj |

## Medagliere
| Posizione | Paese                |
| --------- | -------------------- |
|           | Marocco              |
|           | Turchia              |
|           | Tunisia              |
| 4         | Libia                |
| 5         | Bosnia ed Erzegovina |
| 6         | Macedonia            |
| 7         | Italia               |
| 8         | Albania              |